# روبرت غروفز
روبرت غروفز (بالإنجليزية: Robert Groves)‏ هو إحصائي أمريكي، ولد في 27 سبتمبر 1948 في كانساس سيتي في الولايات المتحدة.